# Пилярская, Чеслава
Чеслава Пилярская (пол. Czesława Pilarska, урождённая Грохот (пол. Grochot); род. 2 декабря 1966, Краков) — польская шахматистка, международный мастер по шахматам среди женщин (1993), победительница чемпионата Польши по шахматам среди женщин (1991).

## Шахматная карьера
Чеслава Пилярская дважды выигрывала чемпионат Польши по шахматам среди юниорок (1987, 1989) в категории до 23 лет. С 1988 по 1994 год она семь раз играла в финалах чемпионата Польши по шахматам среди женщин. В 1991 году в Любневице Чеслава Пилярская завоевала титул чемпионки страны. В том же году она представляла Польшу на зональном турнире первенства мира по шахматам среди женщин в Хайдусобосло. В 1992 году Чеслава Пилярская заняла третье место на международном турнире по шахматам в Гдыне.
За успехи в турнирах ФИДЕ присвоила Чеславы Пилярской звание международного мастера среди женщин (WIM) в 1993 году.

## Личная жизнь
В 1998 году Чеслава Пилярская перестала активно участвовать в шахматных турнирах и посвятила себя научной работе. В октябре 2002 года она получила докторскую степень по специальности экономика. В настоящее время Чеслава Пилярская работает в отделе микроэкономики в Краковском экономическом университете.

## Изменения рейтинга
| Графики недоступны из-за технических проблем. См. информацию на Фабрикаторе и на mediawiki.org. |